# 腓特烈王子 (符騰堡)
腓特烈王子（德語：Friedrich Karl August von Württemberg，1808年2月21日—1870年5月9日），符騰堡王子保羅的長子。

## 家庭
1845年，腓特烈與自己的堂妹、威廉一世的女兒卡塔琳娜結婚，兩人的獨子威廉於1891年卡塔里娜的弟弟卡爾一世去世後繼位為符騰堡國王。